# Тайніоліт
Тайніоліт (рос. тайниолит; англ. tainiolite; нім. Taeniolit m) — мінерал, силікат калію, літію і магнію шаруватої будови. Від грець «тайніа» — смуга і «літос» — камінь (G.Flink, 1900). Синоніми: магнієвий лепідоліт, літієвий флогопіт, теніоліт.

## Опис
Хімічна формула: KLiMg2[F2|Si4O10].
Містить у % (з родов. Нарсарссуак): K2O — 11,05; Li2O — 3,8; MgO — 19,1; SiO2 — 52,2; F — 8,7. Домішки: Al2O3, FeO, Na2O.
Сингонія моноклінна. Призматичний вид. Густина 2,83-2,86. Твердість 3,0-3,5. Безбарвний, сірий.

## Різновиди
Розрізняють:
- тайніоліт 1М (політипна моноклінна модифікація тайніоліту з коміркою в один шар).

## Розповсюдження
Зустрічається в пегматитах лужних порід в родов. Нарсарссуак (Ґренландія); на Кольському п-ові (РФ); Магнет-Ков (штат Арканзас, США). Рідкісний.